# Tomás de Cardona

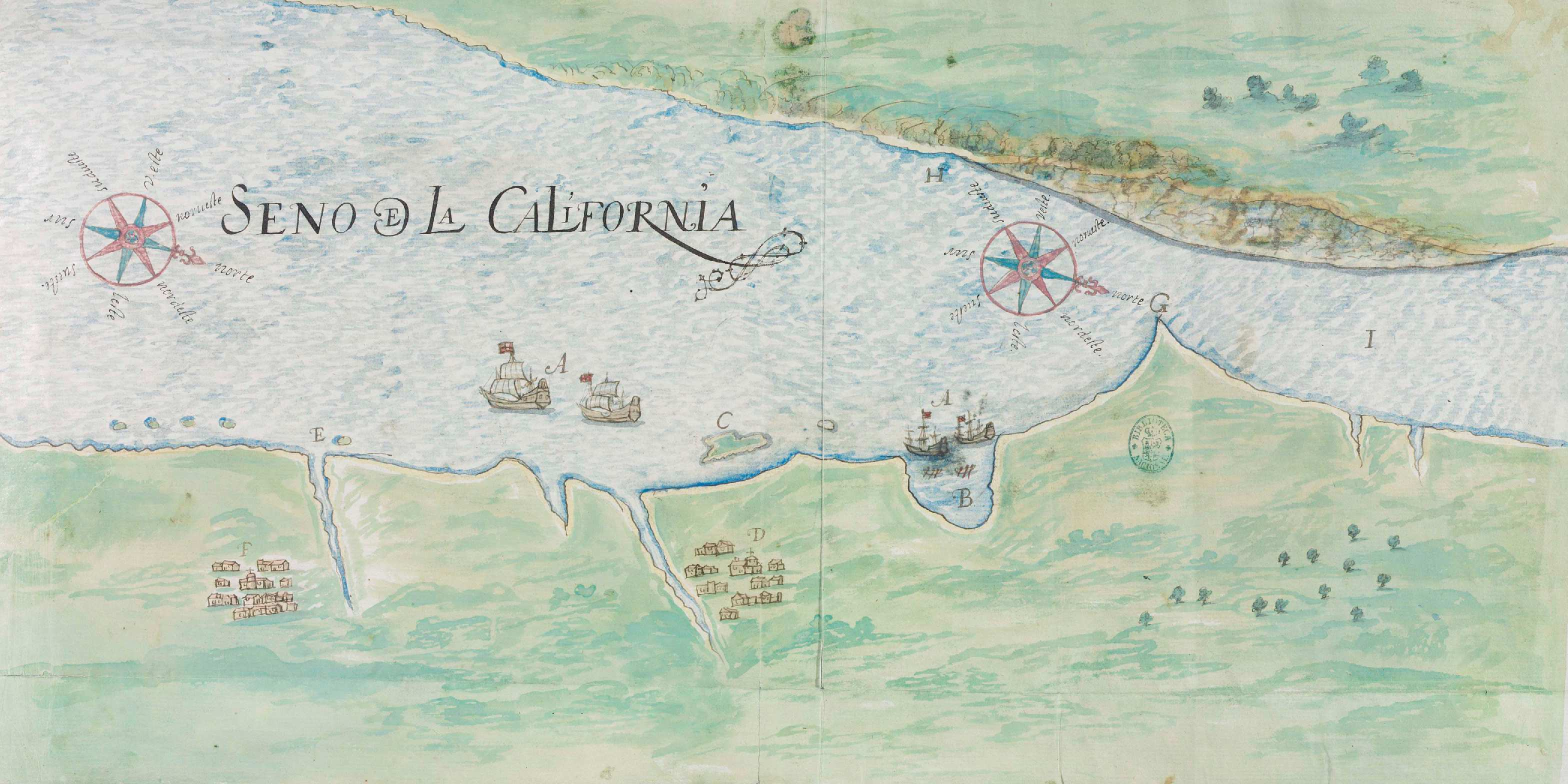
Mapa del golfo de California incluido por Nicolás de Cardona, sobrino de Tomás de Cardona, en su relación del viaje al reino de California.

Tomás de Cardona , natural de Venecia (República de Venecia) y residente en Sevilla, fue un rico explorador, negociante, arbitrista y maestro de cámara español del siglo XVII, que invirtió una gran fortuna en una compañía para explotar los bancos de perlas en el golfo de California.
En 1611 consiguió una encomienda de Felipe III de España para crear una compañía para explotar los bancos de perlas de California comprometiéndose a efectuar:  "cierta empresa importantísima en el Servicio de Dios, si el Resultado era positivo, realizar la evangelización de toda la parte austral y del amplísimo reyno de las Californias ". El 1612 firmó un asiento con el virrey para buscar nuevos bancos de perlas, buscar los galeones perdidos del general Luis Fernández de Córdoba, y descubrir el rico reino de la península de Baja California.
Ofreció los miembros varones de su familia para la empresa, y envió seis barcos desde Cádiz. Su sobrino Nicolás de Cardona concluyó la empresa, volviendo de California en 1623, haciendo a su regreso un informe para el rey que se ha conservado.
Tomás de Cardona sucedió a Francisco Guillamas Velázquez el 31 de diciembre de 1622 como maestro de cámara de la corte. el 1633 Felipe IV de España promulgó un decreto obligando a los tesoreros de las casas del rey y la reina a presentar las cuentas a la  Contaduría . En marzo de 1634, la  Contaduría  exigió a Tomás de Cardona, maestro de cámara, capitán de barco y arbitrista, que presentara sus cuentas del periodo 1629-1633. Cardona no cumpió con la petición hasta el otoño de ese año.